# Catarina Eufémia
Catarina Efigénia Sabino Eufémia (Baleizão, Beja, 13 de febrer de 1928 - Monte do Olival, Baleizão, Beja, 19 de maig de 1954) va ser una treballadora agrícola portuguesa que, en la seqüència d'una vaga d'assalariades rurals, va ser assassinada amb tres tirs a l'esquena pel tinent João Tomaz Carrajola de la Guarda Nacional Republicana. Amb vint-i-sis anys, analfabeta, Catarina tenia tres fills, un dels quals de vuit mesos. Va formar part de la resistència del règim salazarista, sent icona de la resistència a l'Alentejo. Artistes com Sophia de Mello Breyner, Carlos Aboim Inglez, Eduardo Valente da Fonseca, Francisco Miguel Duarte, José Afonso, José Carlos Ary dos Santos, Maria Luísa Vilão Palma i António Vicente Campinas li van dedicar poemes.

## Biografia

### Primers anys
Va néixer el 13 de febrer de 1928, filla de treballadors agrícoles. Va començar a treballar a casa des de molt jove i no va poder anar a estudi.
Va començar a treballar a l'agricultura durant l'adolescència. Amb disset anys es va casar amb António Joaquim, que treballava com a obrer a la Companyia Unió Fabril després d'haver-se mudat a Barreiro. Més endavant, António Joaquim va ser acomiadat de l'empresa i van tornar a Baleizão, on Catarina Eufémia es va tornar a dedicar a l'agricultura, mentre que el seu marit es va fer carreter.

### Assassinat
El 19 de maig de 1954 hi va haver una manifestació de treballadors agrícoles a Baleizão per reivindicar millores dels salaris i de les condicions de treball. Catarina Eufémia va liderar un grup de catorze segadores que exigien un augment de salari de dos escuts per jornal. Quan van trobar-se amb el propietari i li van preguntar a Catarina que què reclamaven, ella va respondre: "Treball i pa". Aleshores, un dels agents de la Guàrdia Nacional Republicana li va donar una bufetada que la va fer caure a terra, a ella i al fill que duia a coll. Quan es va aixecar, li van disparar tres tirs que la van matar. L'autor dels trets va ser identificat, el tinent Carrajola, segon responsable del cos d'intervenció de Beja de la Guàrdia Nacional Republicana. Catarina Eufémia tenia només 26 anys.
A l'enterrament de Catarina Eufémia, hi van ser presents molta gent, que va protestar contra el seu homicidi i hi van intervenir agents de la Guàrdia Nacional Republicana per dispersar-los. Nou camperols van acabar per ser retinguts, jutjats i condemnats a dos anys de presó. Per evitar que es fessin actes d'homenatge al lloc de l'enterrament, les restes mortals inicialment no es van dipositar a Baleizão, sinó al poble de Quintos. El cos es va traslladar a Baleizão després de la Revolució del 25 d'abril de 1974. Després de l'incident, el vidu i els tres fills van tornar a canviar-se a Barreiro.
Es va jutjar el tinent Carrajola, però va ser absolt, perquè es va considerar un tret accidental de l'arma. El van enviar a Aljustrel, on va morir de causes naturals el 1964.
Després de la seva defunció, Catarina Eufémia va esdevenir una icona de la resistència al règim dictatorial vinculats a cercles propers del Partit Comunista Portuguès (PCP).